# Кубок мира по хоккею с шайбой
Кубок мира по хоккею с шайбой — международный турнир сборных по хоккею с шайбой. Наряду с олимпийским турниром и чемпионатом мира является самым престижным соревнованием по данному виду спорта. Проводится в августе или сентябре на ледовых аренах Северной Америки и Европы. Его предшественником был турнир «Кубок Канады». Всего Кубок мира проводился три раза, в 1996, 2004 и 2016 годах.
В 2008 году НХЛ и Ассоциация игроков НХЛ договорились о возобновлении Кубка мира. Первоначально планировалось проведение в 2011 году, и в дальнейшем проводить турниры каждые четыре года, однако из-за неопределённости с подписанием нового коллективного соглашения между НХЛ и Ассоциацией игроков следующий розыгрыш Кубка мира мог бы состояться не ранее 2012 года. Следующий турнир состоялся в сентябре 2016 года. По словам заместителя комиссара НХЛ Билла Дэйли, Кубок мира планируется проводить один раз в четыре года, однако турнир в 2020 году не состоялся из-за возможного досрочного расторжения коллективного соглашения осенью 2019 года. Позже планировалось проведение турнира в феврале 2024 года, однако 11 ноября 2022 года руководство лиги объявило о переносе Кубка мира предварительно на февраль 2025 года. В феврале 2024 года НХЛ объявила о планах провести следующий Кубок мира в 2028 году и после этого каждые четыре года.

## Итоги
| Год  | Место проведения                                                                            | Чемпион | Счёт в финале    | Финалист  | Бомбардир     | Лучший игрок     |
| ---- | ------------------------------------------------------------------------------------------- | ------- | ---------------- | --------- | ------------- | ---------------- |
| 1996 | Ванкувер Гармиш-Партенкирхен Монреаль Нью-Йорк Оттава Прага Стокгольм Филадельфия Хельсинки | США     | 3:4 (ОТ) 5:2 5:2 | Канада    | Бретт Халл    | Майк Рихтер      |
| 2004 | Кёльн Монреаль Прага Сент-Пол Стокгольм Торонто Хельсинки                                   | Канада  | 3:2              | Финляндия | Фредрик Модин | Венсан Лекавалье |
| 2016 | Торонто                                                                                     | Канада  | 3:1 2:1          | Европа    | Сидни Кросби  | Сидни Кросби     |